# Viasat 6
Viasat 6 (dawniej TV6) – węgierski kanał telewizyjny. Został uruchomiony w 2008 roku. Od 2015 roku należy do Sony Pictures Television, natomiast wcześniejszym jego właścicielem była grupa Modern Times Group.